# فيك بولارد
فيك بولارد (بالإنجليزية: Vic Pollard)‏ هو لاعب كريكت ولاعب كرة قدم وسياسي نيوزلندي، ولد في 7 سبتمبر 1945 في المملكة المتحدة. حزبياً، نشط في Christian Heritage Party of New Zealand ‏.

## روابط خارجية
- فيك بولارد على موقع إي آس بي آن كريك إنفو (الإنجليزية)